# مارك دويل (مجدف)
مارك دويل (بالإنجليزية: Mark Doyle) هو مجدف أسترالي، ولد في 29 مايو 1963 في ملبورن في أستراليا.

## وصلات خارجية
- مارك دويل على موقع الاتحاد الدولي للتجديف (الإنجليزية)
- مارك دويل على موقع اللجنة الأولمبية الدولية (الإنجليزية)
- مارك دويل على موقع أوليمبيديا (الإنجليزية)
- مارك دويل على موقع اللجنة الأولمبية الأسترالية (الإنجليزية)